# Olympische Sommerspiele 1960/Teilnehmer (Mexiko)
| Gelbes Symbol für Goldmedaillen mit stilisierten Olympischen Ringen | Graues Symbol für Silbermedaillen mit stilisierten Olympischen Ringen | Braundes Symbol für Bronzemedaillen mit stilisierten Olympischen Ringen |
| ------------------------------------------------------------------- | --------------------------------------------------------------------- | ----------------------------------------------------------------------- |
| —                                                                   | —                                                                     | 1                                                                       |

Mexiko nahm an den Olympischen Sommerspielen 1960 in Rom mit einer Delegation von 69 Athleten (63 Männer und 6 Frauen) an 54 Wettkämpfen in 14 Sportarten teil.
Der Wasserspringer Juan Botella gewann auf dem Drei-Meter-Brett mit Bronze die einzige Medaille aller teilnehmenden mexikanischen Sportler. Fahnenträger bei der Eröffnungsfeier war die Fechterin Pilar Roldán.

## Teilnehmer nach Sportarten

### Basketball
- 12. Platz
Alberto Almanza
Armando Herrera
Carlos Quintanar
César Herrera
Eulalio Avila
Guillermo Torres
Guillermo Wagner
Héctor Aizpuro
Ignacio Chavira
José María Lozano
Juan Bluth
Urbano Zea

### Boxen
- Vicente Saldívar
Federgewicht: in der 1. Runde ausgeschieden

- Adalberto Hernández
Leichtgewicht: im Achtelfinale ausgeschieden

- Rogelio Reyes
Halbweltergewicht: in der 1. Runde ausgeschieden

### Fechten
Männer
- Raúl Cicero
Florett: in der 2. Runde ausgeschieden

- William Fajardo
Florett: in der 1. Runde ausgeschieden
Säbel: in der 1. Runde ausgeschieden

- Antonio Almada
Degen: in der 1. Runde ausgeschieden
Degen Mannschaft: in der 1. Runde ausgeschieden

- Benito Ramos
Degen: in der 1. Runde ausgeschieden
Säbel: in der 1. Runde ausgeschieden
Degen Mannschaft: in der 1. Runde ausgeschieden

- Angel Roldán
Degen: in der 1. Runde ausgeschieden
Degen Mannschaft: in der 1. Runde ausgeschieden

- Sergio Escobedo
Degen Mannschaft: in der 1. Runde ausgeschieden

- José Pérez Mier
Degen Mannschaft: in der 1. Runde ausgeschieden

Frauen
- Pilar Roldán
Florett: 7. Platz

### Gewichtheben
- Mauro Alanís
Federgewicht: 15. Platz

### Leichtathletik
Männer
- Santiago Plaza
100 m: im Viertelfinale ausgeschieden
200 m: im Vorlauf ausgeschieden

- Jorge Teran
400 m: im Vorlauf ausgeschieden

- Alfredo Tinoco
3000 m Hindernis: im Vorlauf ausgeschieden

- Roberto Procel
Weitsprung: 24. Platz

- Rodolfo Mijares
Zehnkampf: 21. Platz

### Moderner Fünfkampf
- Antonio Almada
Einzel: 17. Platz
Mannschaft: 8. Platz

- Sergio Escobedo
Einzel: 22. Platz
Mannschaft: 8. Platz

- José Pérez Mier
Einzel: 43. Platz
Mannschaft: 8. Platz

### Radsport
- Luis Zárate
Straßenrennen: 61. Platz
Mannschaftszeitfahren: 24. Platz

- Jacinto Brito
Straßenrennen: 68. Platz
Bahn 4000 m Mannschaftsverfolgung: in der 2. Runde ausgeschieden

- Mauricio Mata
Straßenrennen: Rennen nicht beendet
Bahn 1000 m Zeitfahren: 15. Platz
Bahn 4000 m Mannschaftsverfolgung: in der 2. Runde ausgeschieden

- Filiberto Mercado
Straßenrennen: Rennen nicht beendet
Mannschaftszeitfahren: 24. Platz

- Armando Martínez
Mannschaftszeitfahren: 24. Platz

- Cenobio Ruiz
Bahn Sprint: in der 3. Runde ausgeschieden

- Luis Muciño
Bahn Sprint: in der 3. Runde ausgeschieden
Bahn Tandem: in der 2. Runde ausgeschieden

- José Luis Téllez
Bahn Tandem: in der 2. Runde ausgeschieden

- Javier Taboada
Bahn 4000 m Mannschaftsverfolgung: in der 2. Runde ausgeschieden

- Miguel Pérez
Bahn 4000 m Mannschaftsverfolgung: in der 2. Runde ausgeschieden

### Ringen
- Jorge Rosado
Fliegengewicht, Freistil: in der 3. Runde ausgeschieden

- Roberto Vallejo
Federgewicht, Freistil: in der 3. Runde ausgeschieden

- Mario Tovar
Leichtgewicht, Freistil: in der 3. Runde ausgeschieden

- Juan Flores
Weltergewicht, Freistil: in der 2. Runde ausgeschieden

### Rudern
Männer
- Arcadio Padilla
Zweier ohne Steuermann: im Halbfinale ausgeschieden

- Roberto Retolaza
Zweier ohne Steuermann: im Halbfinale ausgeschieden

### Schießen
- Luis Jiménez
Schnellfeuerpistole 25 m: 19. Platz

- Héctor Elizondo
Schnellfeuerpistole 25 m: 28. Platz

- Raúl Ibarra
Freie Pistole 50 m: 38. Platz

- Ignacio Mendoza
Freie Pistole 50 m: 41. Platz

- Paulino Díaz
Kleinkalibergewehr liegend 50 m: 45. Platz

- Ernesto Montemayor junior
Kleinkalibergewehr liegend 50 m: 64. Platz

### Schwimmen
Männer
- Jorge Escalante
100 m Freistil: im Halbfinale ausgeschieden
4-mal-200-Meter-Freistil-Staffel: im Vorlauf ausgeschieden
4-mal-100-Meter-Lagen-Staffel: im Vorlauf ausgeschieden

- Mauricio Ocampo
400 m Freistil: im Vorlauf ausgeschieden
1500 m Freistil: im Vorlauf ausgeschieden
4-mal-200-Meter-Freistil-Staffel: im Vorlauf ausgeschieden
4-mal-100-Meter-Lagen-Staffel: im Vorlauf ausgeschieden

- Raúl Guzmán
400 m Freistil: im Vorlauf ausgeschieden
4-mal-200-Meter-Freistil-Staffel: im Vorlauf ausgeschieden

- Alfredo Guzmán
1500 m Freistil: im Vorlauf ausgeschieden
4-mal-200-Meter-Freistil-Staffel: im Vorlauf ausgeschieden

- Alejandro Gaxiola
100 m Rücken: im Vorlauf ausgeschieden
4-mal-100-Meter-Lagen-Staffel: im Vorlauf ausgeschieden

- Enrique Rabell
100 m Rücken: im Vorlauf ausgeschieden
4-mal-100-Meter-Lagen-Staffel: im Vorlauf ausgeschieden

- Eulalio Ríos
200 m Schmetterling: im Halbfinale ausgeschieden

Frauen
- Blanca Barrón
100 m Freistil: im Vorlauf ausgeschieden
400 m Freistil: im Vorlauf ausgeschieden
4-mal-100-Meter-Freistil-Staffel: im Vorlauf ausgeschieden

- María Luisa Souza
100 m Freistil: im Vorlauf ausgeschieden
400 m Freistil: im Vorlauf ausgeschieden
4-mal-100-Meter-Freistil-Staffel: im Vorlauf ausgeschieden

- Eulalia Martínez
100 m Schmetterling: im Vorlauf ausgeschieden
4-mal-100-Meter-Freistil-Staffel: im Vorlauf ausgeschieden

- Silvia Belmar
100 m Schmetterling: im Vorlauf ausgeschieden
4-mal-100-Meter-Freistil-Staffel: im Vorlauf ausgeschieden

### Segeln
- Carlos Braniff
Star: 16. Platz

- Mauricio de la Lama
Star: 16. Platz

### Turnen
Männer
- Armando Valles
Einzelmehrkampf: 118. Platz
Boden: 120. Platz
Pferdsprung: 121. Platz
Barren: 119. Platz
Reck: 121. Platz
Ringe: 107. Platz
Seitpferd: 92. Platz

### Wasserspringen
Männer
- Juan Botella
3 m Kunstspringen: Bronze

- Álvaro Gaxiola
3 m Kunstspringen: 4. Platz
10 m Turmspringen: 20. Platz

- Roberto Madrigal
10 m Turmspringen: 4. Platz

Frauen
- María Teresa Adames
3 m Kunstspringen: 13. Platz